# LG G Watch
LG G Watch (エルジー ジー ウォッチ)とは、韓国のLGエレクトロニクスによって開発されたAndroid Wear搭載のスマートウォッチである。27カ国の認証リセラーで発売され、日本と韓国を含む12カ国はGoogle Playで発売された。

## ハードウェア
LG G Watchは防水と防塵性能の指標となるIP67を取得している。ストラップベルトは交換可能になっている。

## ソフトウェア
Google Nowに対応しており、通知を受け取ることが可能。